# Манроу, Лорн
Лорн Манроу (англ. Lorne Munroe; 24 ноября 1924, Виннипег — 4 мая 2020) — американский виолончелист.
Учился в Лондонском Королевском музыкальном колледже у Айвора Джеймса (1937—1939), затем в Кёртисовском институте у Феликса Салмонда и Орландо Коула; занимался также с Григорием Пятигорским. Кроме того, Манроу пользовался протекцией Артура Бенджамина, в 1938 г. написавшего для юного музыканта Сонатину. В 1949 г. стал единственным лауреатом Наумбурговского конкурса молодых исполнителей, благодаря чему выступил в Нью-Йорке с дебютным сольным концертом, включавшим произведения Гайдна, Вебера, Дворжака и Форе. В 1949—1950 гг. в Кливлендском оркестре, в 1950—1951 гг. первая виолончель Миннеаполисского симфонического оркестра, в 1951—1964 гг. — Филадельфийского оркестра (одновременно руководитель составленного из музыкантов оркестра струнного коллектива под названием Струнный оркестр Америта, патронировавшегося Американо-Итальянским обществом Филадельфии). В 1965 г. по приглашению Леонарда Бернстайна перешёл в Нью-Йоркский филармонический оркестр и занимал пульт первой виолончели вплоть до 1996 г., выступая также как солист со своим оркестром (концерты Сен-Санса, Дворжака, Элгара, Бриттена и др.); в прощальном концерте в феврале 1996 г. Манроу исполнил концерт Уильяма Шумана. В 1960-90-е гг. он также преподавал в Джульярдской школе (среди его учеников, в частности, Дмитрий Яблонский). Альбом Манроу выпущен в 1998 г. в серии «Легенды Нью-Йорка».
Женой Манроу была альтистка Джейни Манроу (англ. Janee Munroe; 1923—2006), ученица Бориса Кройта и Уильяма Примроуза. Супруги Манроу имели 11 детей.